# 湖南省科学技术厅
湖南省科学技术厅是中华人民共和国湖南省人民政府管理湖南省科学技术的组成部门。

## 内设机构
- 办公室
- 科技发展战略研究室
- 政策法规与体制改革处
- 发展计划处（基础研究处）
- 重大专项处
- 条件财务处
- 国际科技合作处
- 高新技术发展及产业化处（民营科技管理处）
- 农村科技处
- 社会发展科技处
- 科技成果与技术市场处
- 人事教育处
- 机关党委
- 纪检监察
- 离退休人员管理工作处
- 机关服务中心
- 湖南省高新技术产业发展领导小组办公室
- 湖南省自然科学基金委员会办公室
- 湖南省科学技术奖励工作办公室
- 湖南省实验动物管理办公室

## 直属单位
- 湖南省对外科技交流中心
- 湖南省生产力促进中心
- 湖南省火炬创业中心(湖南省科技型中小企业技术创新基金管理中心)
- 湖南省农村科技发展中心
- 湖南省科技交流交易中心
- 湖南省科技发展中心
- 湖南省科学技术研究开发院
- 湖南省科学技术信息研究所
- 湖南省科学器材进出口公司 [1]

## 历任厅长
- 季益贵（1998年4月-2003年4月）
- 王柯敏（2003年4月-2011年9月）
- 彭国甫（2011年9月-2014年6月）
- 童旭东（2014年6月-2017年1月）
- 赖明勇（2017年1月-2019年1月）
- 童旭东（2019年1月-2021年9月）
- 李志坚（2021年9月-2023年11月）
- 朱皖（2023年11月-）